# 月眼下銀漢魚
月眼下銀漢魚（学名：Hypoatherina lunata）為輻鰭魚綱銀漢魚目銀漢魚科的其中一種，分布於西太平洋日本及印尼海域，體長可達6.4公分，為熱帶海水魚，棲息在沿海淺水域，生活習性不明。